# Porolissum

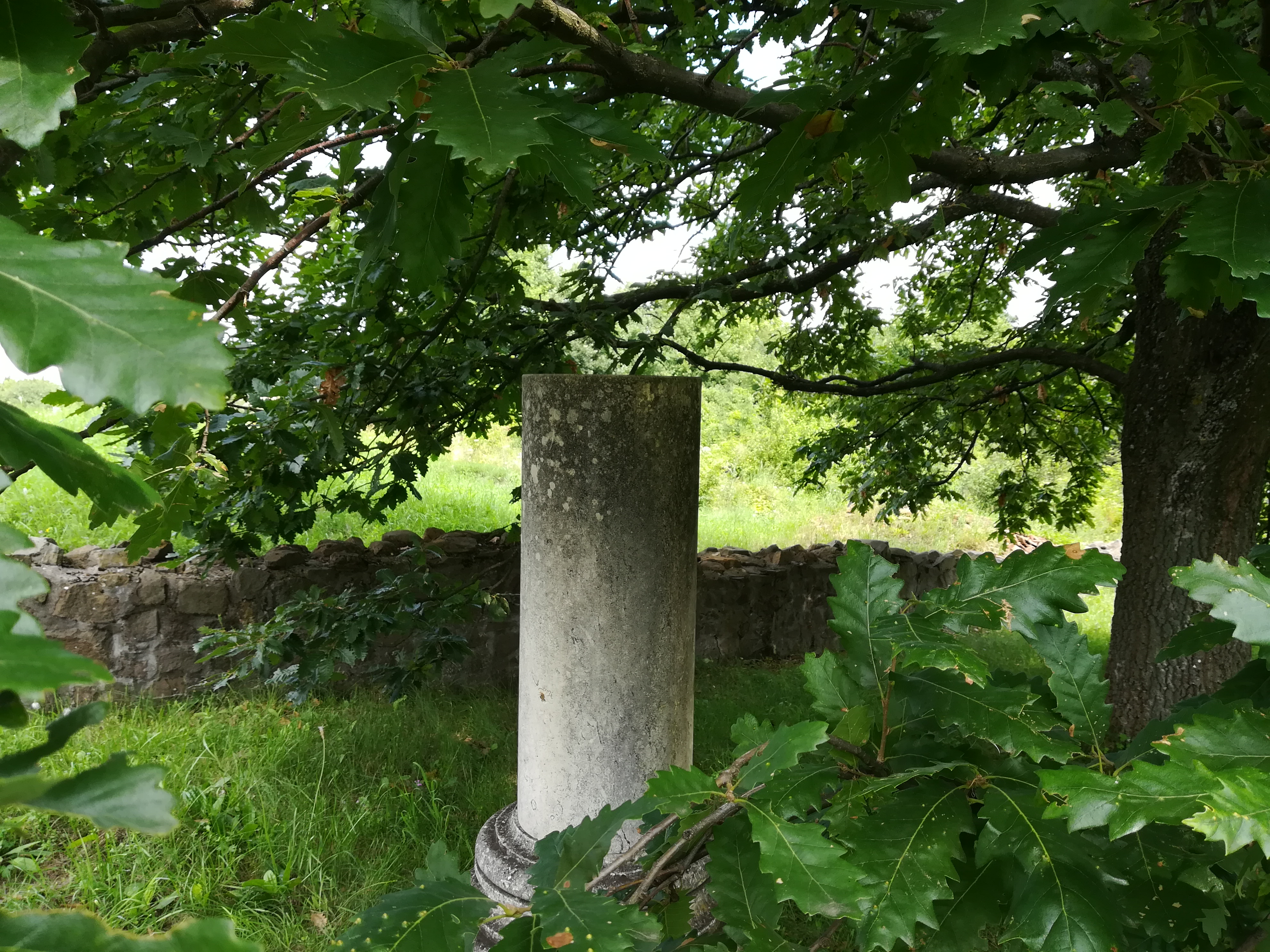
Castrul roman Porolissum

Porolissum a fost un oraș roman din Dacia. Stabilit ca tabără militară în anul 106 d.C., în timpul războaielor daco-romane ale lui Traian, orașul s-a dezvoltat repede prin intermediul comerțului cu băștinașii daci, și a devenit capitala provinciei romane Dacia Porolissensis în 124 d.C. Situl este unul dintre cele mai mari și mai bine păstrate din România. Se găsește pe Măgura Pomăt de pe teritoriul satului Jac, respectiv a comunei Creaca, județul Sălaj.
Complexul arheologic are numeroase situri, având asociate următoarele coduri RAN: 140734.01; 140734.02; 140734.03; 140734.04; 140734.05; 140734.06; 140734.07; 140734.08; 140734.09; 140734.10; 140734.11.

## Istorie
În anul 106 d.C., la începutul celui de-al doilea război împotriva dacilor, împăratul roman Traian a înființat un punct fortificat pe locul orașului, pentru a apăra principalul loc de trecere prin Munții Carpați.
Fortul, costruit inițial din lemn pe fundații de piatră, găzduia circa 5.000 de soldați din trupele auxiliare, transferați din Spania, Galia și Britania. Chiar dacă numele Porolissum pare a avea o origine dacă, arheologii încă nu au descoperit dovezi ale vreunei așezări dace care să fi precedat fortul roman.
În deceniile următoare, fortul a fost mărit și reconstruit în piatră (poate în timpul domniei lui Marcus Aurelius), și o așezare civilă s-a dezvoltat în jurul centrului militar. Când Hadrian a creat noua provincie Dacia Porolissensis (denumită astfel după orașul deja relativ mare) în 124 d.C., Porolissum a devenit centrul administrativ al acesteia. Sub împăratul Septimius Severus, orașul a primit statut de municipium, permițându-le conducătorilor și negustorilor săi să lucreze în mod independent. Deși romanii s-au retras din Dacia în 271 d.C. sub Aurelian, iar orașul a fost abandonat de către fondatorii săi, dovezile arheologice arată că a rămas locuit timp de mai multe secole după această dată.
Deși orașul a fost fondat ca un centru militar în mijlocul unui război, se pare că garnizoana de la Porolissum a coexistat pașnic cu vecinii săi daci - pe dealurile înconjurătoare, arheologii au descoperit mai multe sate dace care par să fi fost înființate după orașul Porolissum. Există de asemenea inscripții menționând persoane oficiale cu nume daco-romane, indicând o cooperare strânsă la nivel politic.

## Săpături arheologice
Arheologii români au început săpăturile la începutul anilor 1970. Excavațiile, încă în desfășurare, au dus la descoperirea rămășițelor, atât ale instalațiilor militare cât și ale orașului civil - între ele, băi publice, un templu închinat lui Liber Pater, un amfiteatru și case de locuit. Una dintre porțile zidului de piatră al fortului a fost reconstruită. Eforturile sunt concentrate acum pe excavarea forumului orașului.
Pe culmea care se află la nord-vest față de intrarea principală în castrul roman se găsește o cetate dacică, de mici dimensiuni. Prin urmare, exista locuire dacică în zonă.

## Galerie de imagini

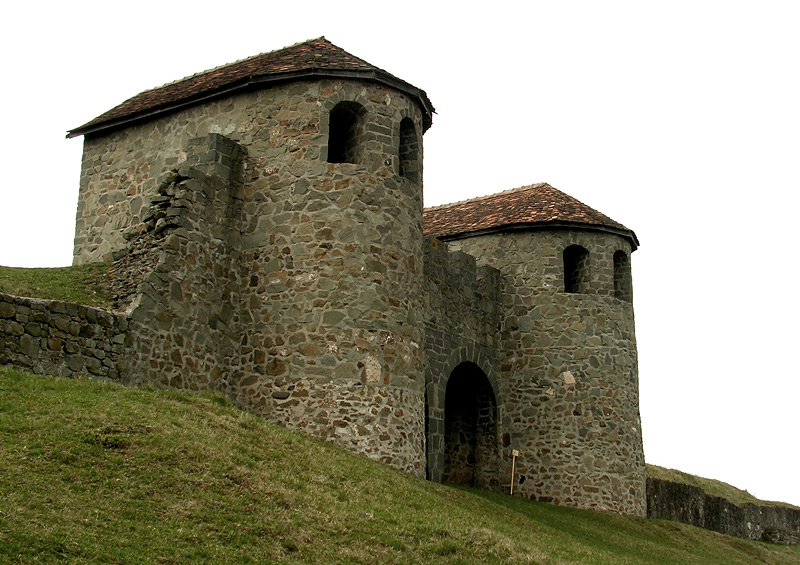
Poarta Praetoria, din orașul roman Porolissum
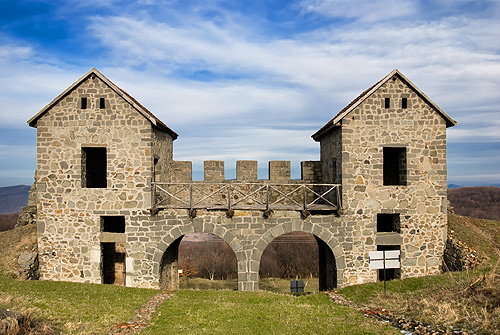
Poarta Praetoria - vedere din interior
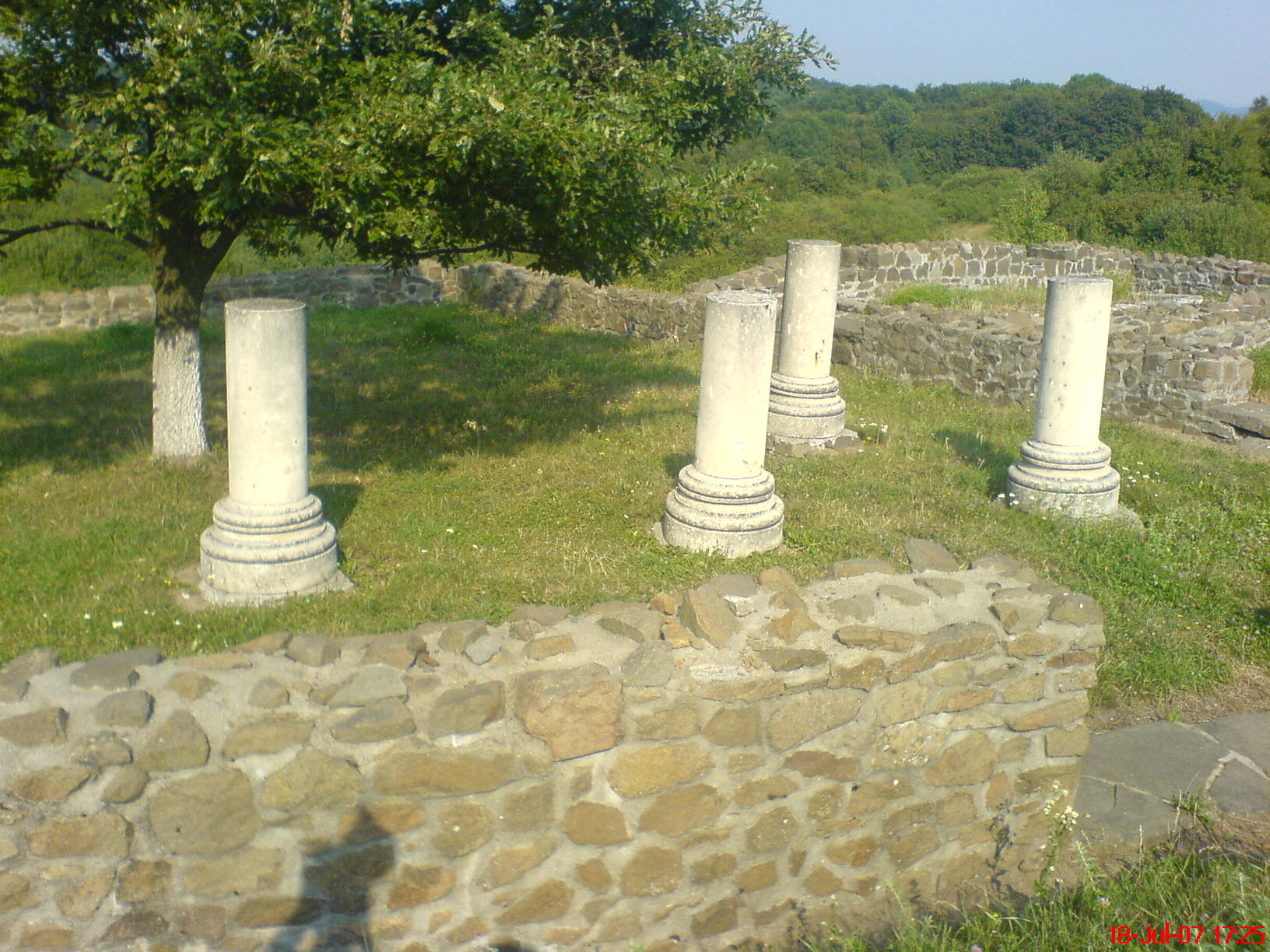
Templul lui Jupiter Optimus Maximus Dolichenus
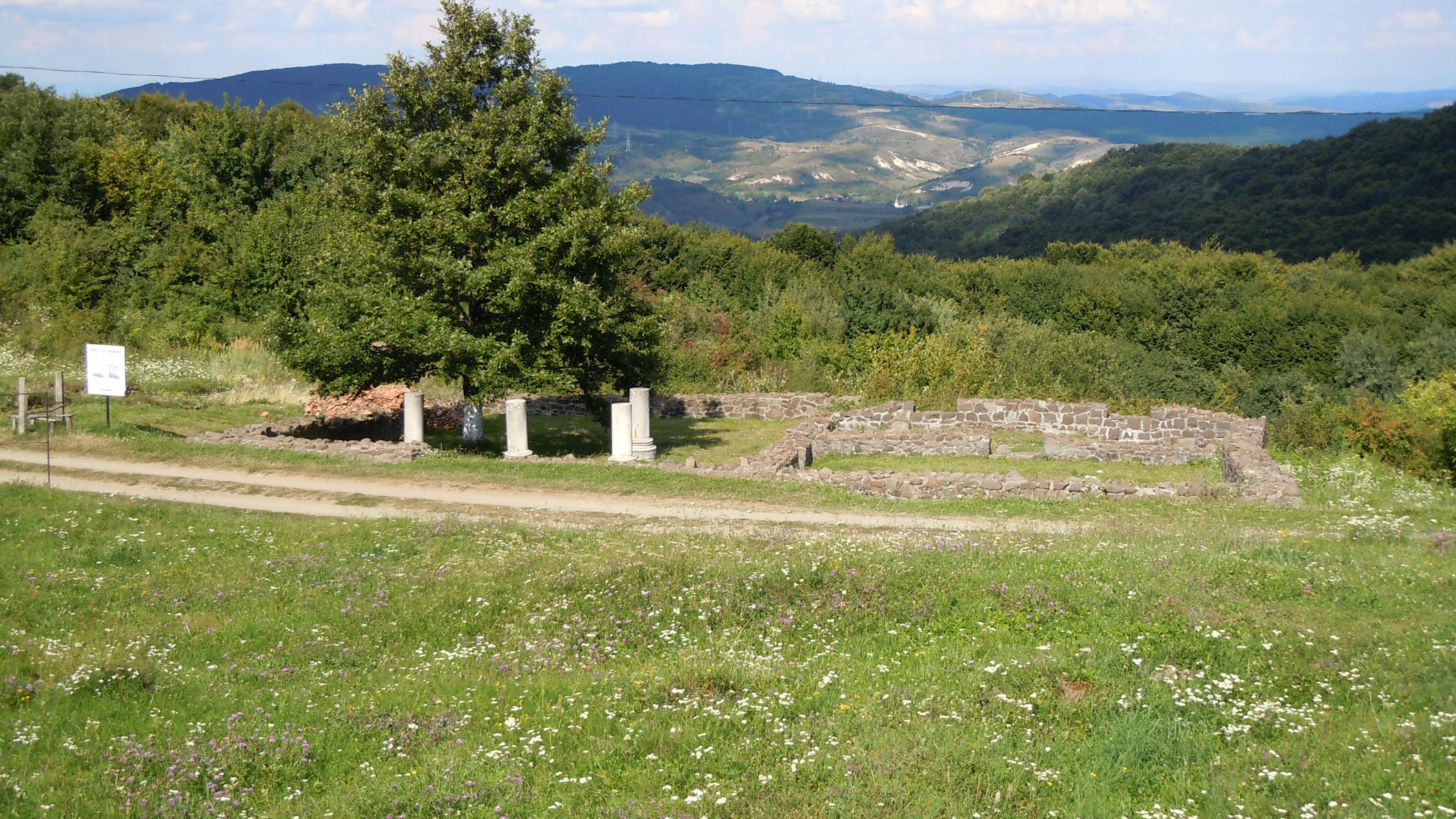
Templul lui Jupiter Optimus Maximus Dolichenus
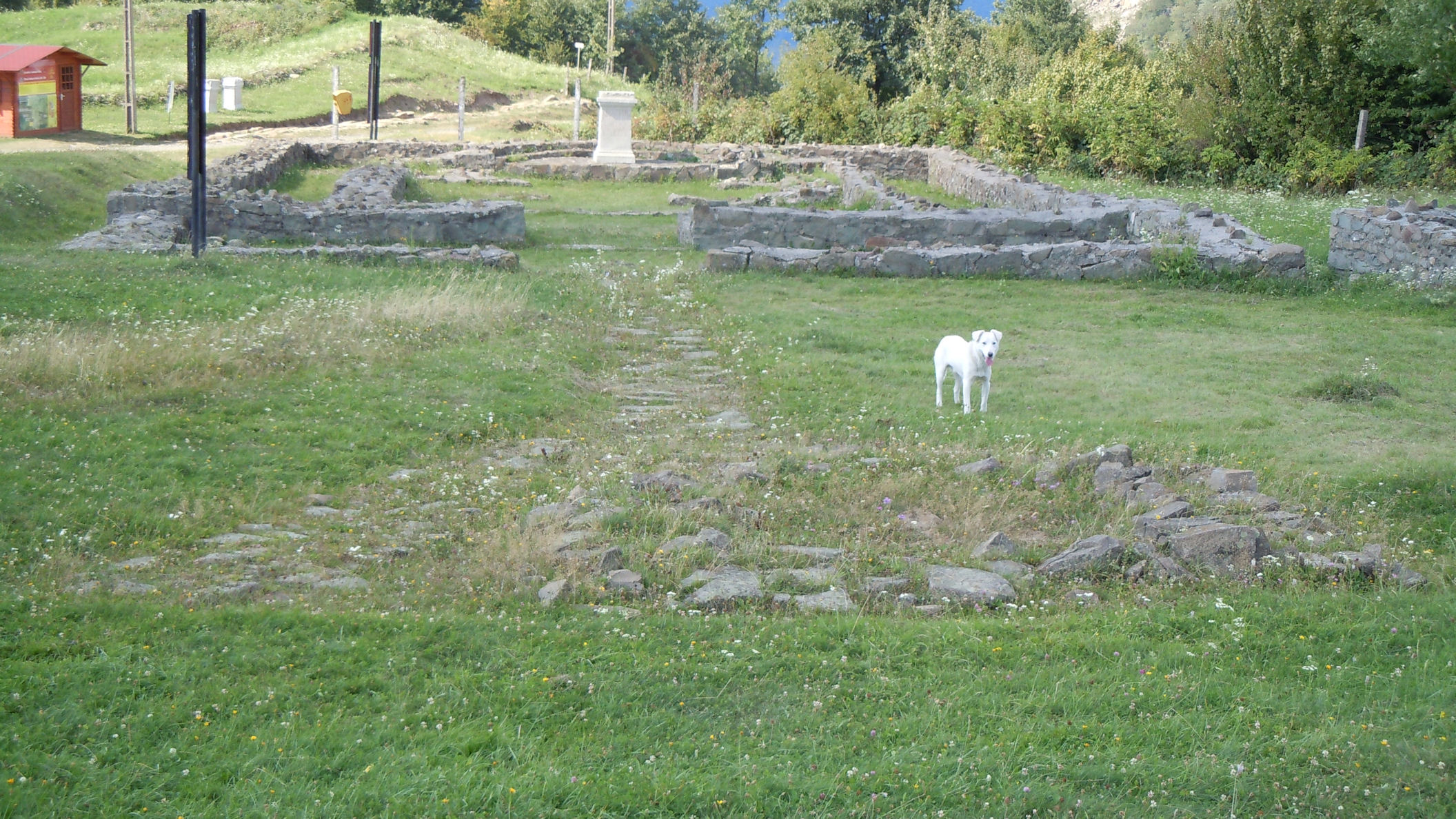
Templul lui Liber Pater
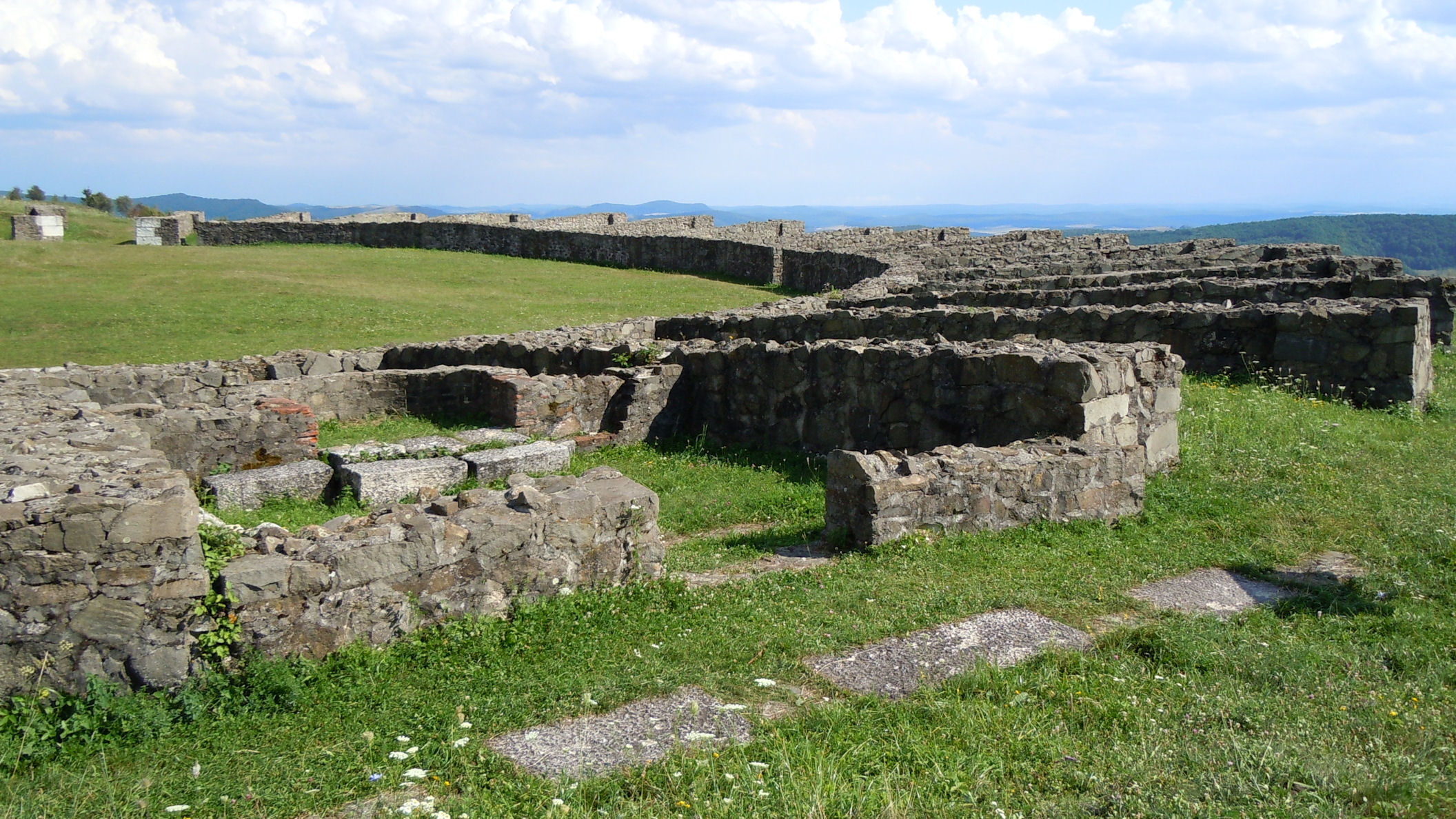
Templul lui Nemesis
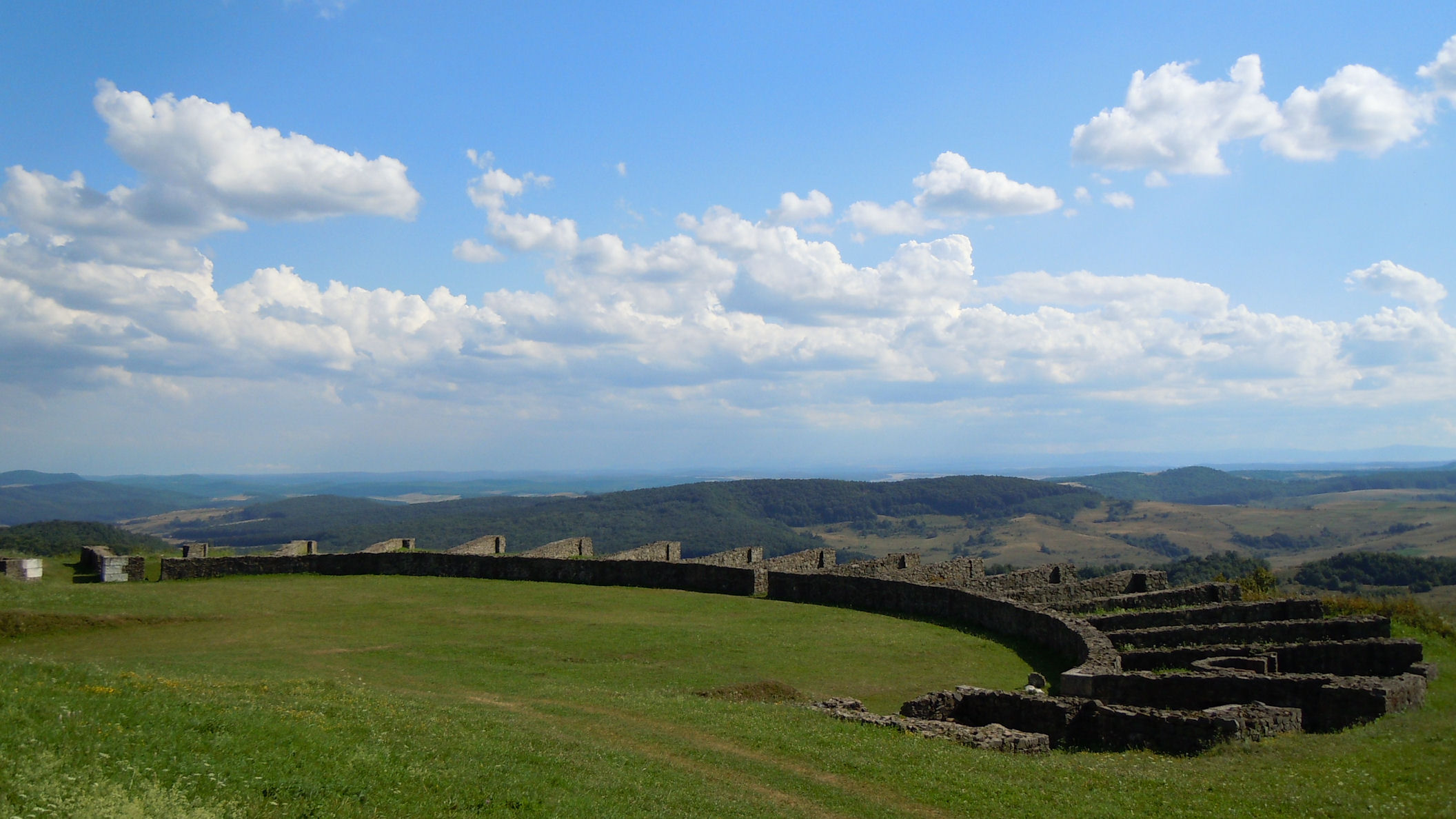
Amfiteatrul